# Ореанда (яхта)

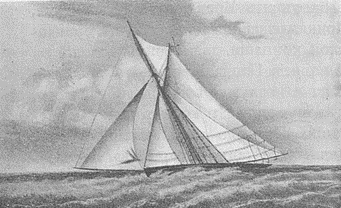
Яхта «Ореанда»

«Ореанда» — адміральська яхта Чорноморського флоту Російської імперії. Будівельник: О.С. Акімов. Збудована в Миколаєві під особистим наглядом Головного командира Чорноморського флоту і портів М.П. Лазарева.
У серпні 1848 відправилася з Миколаєва навколо Європи в Кронштадт, де у вітрильних перегонах обігнала фаворита Балтійського яхт-клубу яхту «Варяг» і завоювала перший приз — срібний ківш з написом: (рос.) «В морских гонках преуспевающему». Після перемоги тим же шляхом повернулася в Миколаїв. Командував яхтою лейтенант флоту І.С. Унковський, якому після гонок був вручений приз з рук імператора. У змаганнях брало участь 11 яхт (п'ять тендерів і шість шхун). Суддівським кораблем гонок був призначений фрегат «Паллада».